# Eva-Katharina Lissmann
Eva-Katharina Lissmann (Bremen, 1883 - [...?]) fou una cantant alemanya.
Va rebre una educació artística primer de la seva pròpia mare i després de Marchesi (París), i de R. Von zur Mühlen (Londres) i de Monica Homius (Riga). Després de romandre dos anys a París, el 1904 debutà a Londres, des d'on passà a altres capitals d'Anglaterra, Alemanya i Rússia recollint grans èxits en el cant del couplet, francès, anglès i italià.